# 三井住友カード

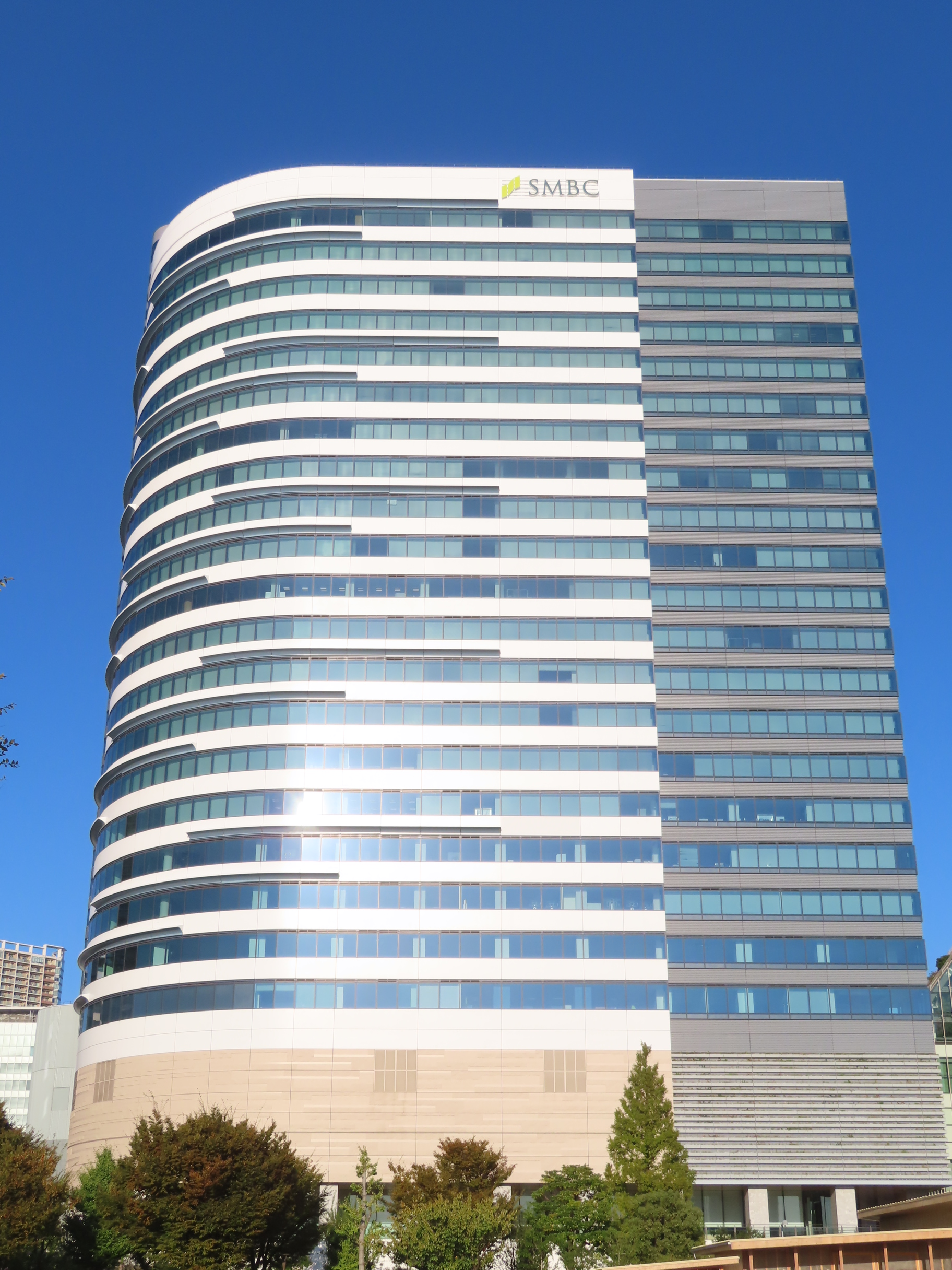
東京本社（SMBC豊洲ビル）

三井住友カード株式会社（みついすみともカード、英: Sumitomo Mitsui Card Company, Limited、略称：SMCもしくはSMCC）は、三井住友フィナンシャルグループ（SMFG）傘下（SMBCグループ）の大手クレジットカード会社。大阪府大阪市中央区今橋に大阪本社（登記上の本店）を、東京都江東区豊洲に東京本社を置く。
住友グループ広報委員会に加盟している。

## 概要
前身の住友クレジットサービス（住友銀行の子会社）時代の1980年に、英Barclaysに次いで米国以外の企業では世界で2番目に国際ブランドのVisa（当時のBANK AMERICARD）と提携し、日本初のVISAカード「住友VISAカード」を発行した。VJA（旧VISAジャパン）のブラザーカンパニーでもあり、日本におけるVisaブランドの普及に大きく貢献した。
なお、1989年にはMastercardブランド、2007年には中国の銀聯（Union Pay）ブランドのクレジットカードの発行も開始している。日本における銀行系クレジットカードの代表格であり、国内のカード発行会社の中ではJCBなどとともに長い歴史を持つ。現在はプロパーカードの「三井住友VISAカード」を主力としており、他にも多数の提携カードを発行している。プロパーカードにおいては1990年より伝統的にパルテノン神殿の券面デザインを採用していたが、2020年にカードデザインを30年ぶりに大幅に刷新した。また、同年にポイントプログラムの名称を「ワールドプレゼント」から三井住友銀行などでも利用可能な三井住友フィナンシャルグループ共通の（旧）「Vポイント」に変更した。旧・Vポイントは、2024年4月22日にカルチュア・コンビニエンス・クラブ（CCC）の共通ポイントであるTポイントに統合され、TポイントはVポイントに改称した。
独自の信用情報（スコアリングシステム）については、フェア・アイザック社が開発したスコアリングを導入している。
非接触決済に関しては、2005年に株式会社NTTドコモと提携し、同社の非接触型の電子マネーサービスであるiDを採用した「三井住友カードiD」を開始している。同様にiDと楽天EdyやWAON等複数の電子マネーを対応できるように推進活動を行っている。加盟店に関しては、VISA、Mastercard、銀聯、iD、株式会社スルッとKANSAIのPiTaPa、日本デビットカード推進協議会のJ-Debitなどを開拓している。NTTドコモが発行するdカード（旧DCMXカード、VISA/Master）、株式会社ゆうちょ銀行が発行するJP BANK VISA/Masterカードの与信管理（審査）およびプロセシングなどのインフラ業務を受託している。また、住商カードやソニーファイナンスインターナショナルのeLIOカードへVISAのライセンス供与を行っている。
2012年9月に三井住友カードがトランザクション・メディア・ネットワークスに出資。シンクライアント型決済端末の導入の推進を発表。NFCの全規格に対応することになった。
2018年9月28日に三井住友フィナンシャルグループ（SMFG）はキャッシュレス決済戦略の推進のため、2019年4月1日をもって三井住友カードを同社の直接の子会社とし、セディナを三井住友カードの子会社とすることを発表した。株式取得の具体的な方法は明かされなかったが、2019年4月1日付で三井住友カードがSMFGカード&クレジットを吸収合併したことが、国税庁の法人番号検索サイトで確認された。
2024年4月1日には、SMBCファイナンスサービス（旧・セディナ）を吸収合併。同社が発行していたJR東海エクスプレス・カードのうち、JCBブランドのカードおよび国際ブランドのないハウスカードは、Visaブランドへ変更とする。その他のJCBブランドのOMC・セディナのプロバーカードは、名称を「三井住友カード（FS）」または「三井住友カード（OMC）」に、カードデザインを一部を除き三井住友カードの既存のカードに準じたデザインに変更の上で、ブランド開放扱いで発行が継続される。また、収納代行業務も継承した。

## 沿革
- 1967年（昭和42年）
  - 12月26日：株式会社住友クレジットサービス設立。
- 1968年（昭和43年）
  - 6月：クレジットカードの発行を開始。
- 1980年（昭和55年）
  - 2月：日本初のVISAカード「住友VISAカード」発行[11]。
  - 5月：VISAカード発行会社の統括機関「ビザ・ジャパン」（現在：VJA）を設立[11]。
- 1989年（平成元年）
  - 4月：Mastercardブランドの取り扱いを開始。
- 1992年（平成4年）
  - 10月：リボルビング払いの取り扱いを開始[11]。
- 2000年 （平成12年）
  - 11月10日：2001年4月1日にさくらカード株式会社のUCカードに関する事業を譲受する旨をさくら銀行・住友銀行が発表。
- 2001年（平成13年）
  - 4月1日：商号を三井住友カード株式会社に変更。さくらカードのUCカード事業譲受については商法改正に伴う準備作業のため延期された[12]。
  - 7月1日：さくらカードからUCカード事業を会社分割方式で譲受し、受け皿として「三井住友カードUC」事業を設置。旧さくらカード会員は2003年までに三井住友VISA/Masterカードへ段階的に移行した[13]。
- 2003年（平成15年）
  - 4月1日：株式会社三井住友銀行[注 2]が吸収分割を実施し、株式会社三井住友フィナンシャルグループが承継。この結果、同社が直接の親会社となる。
- 2005年（平成17年）
  - 7月11日：株式会社エヌ・ティ・ティ・ドコモがSMFGからの株式譲渡及び第三者割当増資により株式の34%を取得。
- 2006年（平成18年）
  - 11月6日：ビットワレット（現在：楽天Edy）と両社がそれぞれ展開する非接触IC決済の普及拡大において提携を発表。
- 2008年（平成20年）
  - 1月：中国銀聯ブランドのクレジットカードの発行を開始[注 3]。
  - 2月：イオン株式会社と電子マネー事業（WAON）における業務提携。
  - 12月1日：株式会社SMFGカード&クレジット（FGCC）の子会社となる。
- 2011年（平成23年）
  - 9月：なでしこリーグ（日本女子サッカーリーグ）の公式スポンサーとなる。
- 2012年（平成24年）
  - 4月：「三井住友VISAデビュープラスカード」発行。
- 2019年（平成31年）
  - 4月1日：FGCCを吸収合併し、三井住友フィナンシャルグループの直接の子会社となり、兄弟会社だったセディナが子会社となる。また、三井住友フィナンシャルグループがNTTドコモ保有の全株式を買い取り、完全子会社化する。
- 2020年（令和2年）
  - 2月3日：2月3日からフルモデルチェンジした新カードの発行を開始した（提携カードを除く）[14]。これに伴い、1990年からカード表面に描かれていたパルテノン神殿が消えることになった[15][16]。
- 2021年（令和3年）
  - 4月1日：完成したSMBC豊洲ビル（東京・江東）に東京本社を順次移転[17]。
- 2023年 (令和5年)
  - 3月1日：三井住友フィナンシャルグループ、三井住友銀行と共同で「Olive」を発行開始[18]。
  - 7月1日：SMBCモビットを合併[19]。
- 2024年 (令和6年)
  - 4月1日：SMBCファイナンスサービスを吸収合併。
  - 4月22日：カルチュア・コンビニエンス・クラブ（CCC）傘下のCCCMKホールディングスとの間で合弁会社を設立し、VポイントをCCCが運営しているポイントサービスのTポイントに吸収され、TポイントがVポイントに改称された[20][21][22]。
  - 10月1日：SMBCグループ内の再編により、SMBCコンシューマーファイナンスを完全子会社化[23]。

## クレジットカード

### プロパーカード
三井住友カードは、ブランド別に三井住友VISAカード、三井住友Mastercard及び三井住友銀聯カードの3種類のクレジットカードを発行している。

#### 三井住友VISAカード
三井住友VISAカードは、同社が主力とするクレジットカードであり、提携カードに於いてもVISAブランドのみのものも多い。プロパーカードの大まかなラインナップは次の通りである。
- 三井住友カード
- 三井住友カード（学生）
- 三井住友カード ナンバーレス
- 三井住友カード カードレス
- 三井住友カード Tile - 忘れ物タグ「Tile」機能搭載クレジットカード
- 三井住友カード ゴールド
- 三井住友カード プライムゴールド[注 4]
- 三井住友カード ゴールド ナンバーレス
- 三井住友カード プラチナ[注 5]
- 三井住友カード プラチナプリファード[注 6]
- 三井住友カード RevoStyle
- 三井住友カード デビュープラス
- 三井住友カード デビュープラス（学生） - 学生専用
- 三井住友カード for Owners[24]
- 三井住友ビジネスカード
- Olive フレキシブルペイ
- Olive フレキシブルペイ ゴールド
- Olive フレキシブルペイ プラチナプリファード

#### 三井住友Mastercard
三井住友Mastercard（三井住友マスターカード）は、三井住友VISAカードに比べると積極的な宣伝は行われておらず、一部の提携カードではマスターカードが他社発行（DC・UC等他銀行系や信販・流通などのノンバンク系）だったり、元から設定されていないこともある。なお提携カードによっては三井住友カード発行でMastercardの設定しか無いものもある。
ラインナップは、デビュープラスとRevoStyle、プラチナプリファード、Tile以外は三井住友VISAカードと同様である。またナンバーレスには「Mastercardコンタクトレス」が搭載されている。

#### 三井住友VISAカード・三井住友Mastercard・三井住友JCBカード（FSまたはOMC）
SMBCファイナンスサービス（セディナカード・OMCカード）の合併後に、既存発行分の更新時にデザインを変更して発行されるもの（一部の提携カードを除き新規発行を停止）。合併後に新規発行を再開するかは未定。
ラインナップは既存のセディナカードとOMCカードから引き継がれ、旧セディナカードは「FS」、旧OMCカードは「OMC」が券面に表記される。JCBカードはブランド開放扱いとなる。

#### 三井住友銀聯カード
三井住友銀聯カードは、中国銀聯ブランドとしては日本で最初に発行されたカードである。
ラインナップは、三井住友銀聯カードと三井住友銀聯プラチナカードがある。
両者とも年会費・発行手数料は無料であるが、三井住友銀聯カードは単体で発行することも可能なのに対して、三井住友銀聯プラチナカードは三井住友VISAプラチナカード、三井住友Mastercardプラチナカードおよび三井住友カードが発行する提携プラチナカードの追加カードとしてしか発行できず、プラチナカードをすべて解約した場合には三井住友銀聯プラチナカードも自動解約となる。

## ローンカード
2023年7月1日、SMBCモビットを吸収合併し、ローンブランドを統合。「三井住友カード カードローン」は新規入会受付を終了し、現在は下記ブランドにてローンカード商品を展開している。

### SMBCモビット premium／plus
三井住友カード会員限定の優遇金利カードローン。公式ウェブサイト上で申し込む。

### モビットカード
公式ウェブサイト上で申し込むと30分程度で審査が完了する。また、三井住友銀行内ローン契約機でカードを発行し、その場でキャッシングすることも可能である。

### 過去のローンブランド
2006年（平成18年）から新規展開を開始したローンカード商品群。
約定日返済（請求日に口座引落される）を継続することによって、貸付金利が段階的に引き下げられる金利逓減型という特徴を持つ。

#### エブリ
『エブリ』は、プロパーカードの内「キャッシングリボ」の利用を前面に押し出したカードである。

同社では「ローンカード」という名称とカテゴリーを扱う最初の商品であったが、キャッシング利用枠の範囲内でショッピング利用枠も有しており、VISA及びiDの加盟店でショッピング利用する事が可能である。ただし「マイ・ペイすリボ」が適用され、全額リボ払いとなる。
約定日返済を継続することによって、貸付金利が段階的に5%まで優遇される。
類似の商品として、ジェーシービーが2004年（平成16年）から「Arubara＜タイプL＞」という利用可能枠が全てキャッシングリボ（カードローン）に割当られる商品を募集していた。

#### ゴールドローン
20歳以上55歳未満の安定収入のある者（学生除く）を申込対象としたローンカードである。エブリと異なり、カードショッピング機能は付帯されていない。
また、利用代金（貸付金）引落口座への振込融資に特化することで（カードを発行しないことで）カード盗難時など第三者によるATMでの不正引き出しによるリスクを排し、上限金利も0.6%引き下げた＜振込型＞の「ゴールドローン　カードレス」もある。
審査によって700万円までの利用可能枠が設定され、利用可能枠コースに応じて貸付利率が年9.8%・年7.8%・年4.5%・年3.5%となる。約定日返済実績に応じて貸付金利が段階的に1.2%まで優遇される。

## 非接触決済

### 三井住友カードiD

#### 三井住友カードiD（ケータイ型）
携帯電話（おサイフケータイ）を利用するサービスである。NTTドコモのおサイフケータイのみ対応する。三井住友VISAカード及び三井住友Mastercard（それぞれ一部を除く）の会員が利用する事ができる（三井住友銀聯カードの会員は利用する事ができない）。また、SMCCローンカード「エブリ」の会員も利用する事ができる。なお、提携カード及び法人カードは一部対応していないものもある。
ファミリーマート、ローソン、セブン-イレブンといったコンビニエンスストアなどで、小額の買い物などに適している。その他にタクシーやファミリーレストランなどおサイフケータイの利用可能箇所はSuicaやEdyよりも多い。
対応するおサイフケータイについては「iD (クレジット決済サービス)#おサイフケータイ」の項目を参照のこと。
シーモと呼ばれるコカ・コーラ製の自動販売機ではレシートが出ないので携帯電話のメモ機能で使用金額を記録するか、トラブルがあった時の為に自販機番号を記録、もしくは写真を撮っていた方がいい。

#### 三井住友カードiD（専用カード）
iD機能を搭載した専用の単体FeliCaカードを利用するサービスである。こちらも三井住友VISAカード及び三井住友MasterCard（それぞれ一部を除く）の会員が利用する事ができる（三井住友銀聯カードの会員は利用する事ができない）。また、SMCCローンカード「エブリ」の会員も利用する事が出来る。なお、提携カード及び法人カードは一部対応していないものもある。尚ANAカードに関しては他の専用カードと異なったデザインになっている。

#### 三井住友カードiD（一体型）
iD機能を搭載したFeliCa一体型クレジットカード（三井住友VISAカード又は|三井住友MasterCard）を利用するサービスである。ローンカード「エブリ」もiD一体型である。なお、一部の提携カード（TuoカードVISA、TDカードなど）にiD一体型であるものもある。
現在は基本的にはプロパーカードの全てにiDが導入されており、カード発行と同時に当一体型iDを入手できる。
そのためiDが不要な場合はカード会員が自ら三井住友カードに申し入れ、FeliCa無しのカードを発行してもらう必要がある。

### Visaのタッチ決済／Mastercardコンタクトレス
iDがFeliCaを使用するのに対し、いわゆるNFCを用いた非接触決済。2016年10月25日、Apple Payにて「Mastercardコンタクトレス」の対応開始。2019年3月1日、プロパーカードに「Visaのタッチ決済」を搭載開始。2021年5月11日、Apple Payにて「Visaのタッチ決済」の対応開始。2022年3月1日、Google Payにて「Visaのタッチ決済」の対応開始。

### JCBのタッチ決済
SMBCファイナンスサービスから継承したJCBブランドのカード（提携カードを含む）では、種類によりJCBのタッチ決済が利用できるものがある。

### 楽天Edy
提携カードのANAカードと、ゆうちょ銀行がSMCCへ業務委託の上発行しているJP BANKカード（どちらもVISA/Master）には、提携先の意向により楽天Edy株式会社（旧ビットワレット株式会社）の電子マネー「楽天Edy」が搭載されている。ただし、クレジットでのバリューチャージ（入金）ではVポイントなどの付与対象外である。

### 三井住友カードWAON
2008年（平成20年）にイオンリテール株式会社と提携し、クレジットカードのリンク（紐付け）によるオートチャージに対応した電子マネーWAONカード（単体）である。

申込可能なカードの種別がプロパー系に限定されている。VJAグループおよびゆうちょ銀行（JP BANK VISA/Masterカード）においても発行されている。クレジットでのマネーチャージ（入金）ではVポイントなどは付与対象外である。

### ICカード乗車券
三井住友VISAカード及び三井住友MasterCard（それぞれ一部を除く）の会員は、追加カードとしてPiTaPaカードを申し込む事ができる（三井住友銀聯カードの会員は申し込む事ができない）。
提携カードにおいては、カードによって東日本旅客鉄道株式会社のSuica、株式会社パスモのPASMO（オートチャージに対応する）、株式会社スルッとKANSAIのPiTaPa又は株式会社ニモカのnimoca（オートチャージに対応する）のいずれかに対応するものを発行している。これについては次表の通りである。
| カードの名称                               | 提携先                                     | 乗車券 |
| ------------------------------------------ | ------------------------------------------ | ------ |
| ANA VISA Suicaカード                       | 全日本空輸及び東日本旅客鉄道               | Suica  |
| SMBC CARD Suica                            | 三井住友銀行及び東日本旅客鉄道             | Suica  |
| パスタウンPASMOカード                      | パスモ                                     | PASMO  |
| Pastownカード                              | パスモ                                     | PASMO  |
| 相鉄カード                                 | 相模鉄道                                   | PASMO  |
| 京王パスポートVISAカード                   | 京王パスポートクラブ                       | PASMO  |
| 京王プラザエグゼクティブカード             | 京王プラザホテル                           | PASMO  |
| ANA TOKYU POINT ClubQ PASMO マスターカード | 全日本空輸、東急電鉄、東急百貨店、パスモ   | PASMO  |
| STACIA PiTaPa VISAカード                   | 阪急阪神カード                             | PiTaPa |
| STACIA PiTaPa VISAカードS                  | 阪急阪神カード及びステーションファイナンス | PiTaPa |
| ペルソナSTACIA PiTaPa VISAカード           | ペルソナ及び阪急阪神カード                 | PiTaPa |
| OSAKA PiTaPa                               | 大阪メトロサービス                         | PiTaPa |
| 京都ぷらすOSAKA PiTaPa                     | 大阪メトロサービス                         | PiTaPa |
| KOBE PiTaPa                                | KOBEカード協議会                           | PiTaPa |
| KANKU CLUBカード                           | 関西国際空港                               | PiTaPa |
| minapitaカード                             | 南海電気鉄道                               | PiTaPa |
| KIPS-三井住友カード                        | 近鉄グループホールディングス               | PiTaPa |
| ANAカード                                  | 全日本空輸                                 | PiTaPa |
| はぴeVISAカード                            | 関西電力                                   | PiTaPa |
| nimoca三井住友VISAカード                   | ニモカ                                     | nimoca |
| ANA VISA nimocaカード                      | 全日本空輸、ニモカ                         | nimoca |

※ 交通系IC機能を搭載したANAカードはPiTaPaも申し込み可能である。
※ SMBC CARD Suicaは2018年3月1日以降、SMBCデビット(Visaデビット)一体型キャッシュカードの取扱を開始したことによりSMBCファーストパックの三井住友銀行店頭での新規受付が停止されたため、新規発行はできない。
- 電子マネーへのチャージ（楽天EdyやWAON）はVポイントの対象外だが、ANA VisaSuicaカードに関しては登録したクレジットカードでチャージしたものに限りオートチャージやモバイルSuicaもVポイントの付与の対象になる。

## ギフトカード
全国50万店以上で利用可能な全国共通商品券「三井住友カードVJAギフトカード」と、提携旅行会社で利用可能な「VJAトラベルギフトカード」、および横浜中華街で利用可能な「横浜中華街専用ギフトカード」の3種類のギフトカードを取り扱っている。
なお、三井住友カードVJAギフトカードおよびVJAトラベルギフトカードは、2011年（平成23年）1月従来のVISAギフトカードおよびVISAトラベルギフトカードをそれぞれリニューアルし、名称およびデザインが刷新した（発行済みのVISAギフトカードおよびVISAトラベルギフトカードは従来通り利用可能）。
- 三井住友カードVJAギフトカード
全国50万店以上のVJAギフトカード取扱店で利用可能な全国共通商品券。1000円券と5000円券があり、自由な組み合わせにより希望の金額のセットとして購入できる。インターネットおよび電話での注文のほか、販売店での店頭販売も行われている。
- VJAトラベルギフトカード
提携旅行会社で利用可能な旅行代金専用商品券。5000円券と1万円券があり、自由な組み合わせにより希望の金額のセットとして購入できる。インターネットおよび電話での注文が可能。
- 横浜中華街専用ギフトカード
横浜中華街の有名料理店などで利用可能な専用商品券。発売は1000円券のみで、VJAトラベルギフトカード同様インターネットおよび電話での注文が可能。2007年（平成19年）11月1日より従来のVISAギフトカード「中華街専用券」をリニューアルし名称およびデザインが変更された。発行済みのVISAギフトカード「中華街専用券」は現在でも利用可能だが、リニューアルに伴い500円券の新規発行は終了した。

## イメージキャラクター
1993年(平成5年)に最初の企業イメージキャラクターとして宝塚歌劇団の団員を起用。それ以降現在まで継続して起用している。

### 歴代イメージキャラクター
期間はイメージキャラクター在任期間。
- 愛華みれ（花組トップスター）（1993年 - 2002年）
- 春野寿美礼（花組トップスター）（2002年 - 2008年）
- 音月桂（雪組トップスター）（2008年 - 2013年）
- 明日海りお（花組トップスター）（2013年 - 2019年）
- 永久輝せあ（花組）（2019年 - ）

## CM提供番組
現在
- ダイキンオーキッドレディス：毎年3月中旬（TBS系）
- ANAオープンゴルフ：毎年9月中旬（札幌テレビ制作・日本テレビ系）
- 東京箱根間往復大学駅伝競走：毎年1月2日・1月3日（日本テレビ系）
- ニンゲン観察バラエティ モニタリング（TBS系・20時台、2014年4月より提供開始）
- 世界の何だコレ!?ミステリー（フジテレビ系）
- ザ!鉄腕!DASH!!（日本テレビ系、2020年10月より提供開始）
- 坂上&指原のつぶれない店（TBS系・19時台、2019年4月より提供開始）

この他、『三井住友VISA太平洋マスターズ』（TBS系）の大会主催者でありスポンサーでもある（前身の「住友VISA太平洋クラブマスターズ」時代より）。
過去
- 世界とんでも!?ヒストリー（テレビ朝日系、1993年10月 - 1994年3月）
- ウッチャンナンチャンの炎のチャレンジャーこれができたら100万円!!（テレビ朝日系、1995年10月 - 2000年3月）
- うたばん（TBS系）
- ひみつの嵐ちゃん!（TBS系）
- 火曜曲!（TBS系）
- 水曜プレミア（TBS系）
- ダンロップフェニックストーナメント（毎日放送・宮崎放送共同制作・TBS系、1999年 - 2006年）
- 全日本大学女子駅伝（朝日放送制作・テレビ朝日系、1997年）
- 週末のシンデレラ 世界!弾丸トラベラー（日本テレビ系、2007年10月 - 2012年9月）
- JNNニュースデスク'89（TBS系、1989年4月 - 9月）
- 情報スペースJ（TBS系）
- ミュージックステーション（テレビ朝日系）
- 和風総本家（テレビ大阪制作・テレビ東京系） など

## CM出演者

### 現在
- 北村匠海（2023年 - ）- Olive 「まだ知らない男たち～ポイントになる口座」篇
- 小栗旬（2018年 - ）
- 青木崇高（2018年 - ）- 「みんな同じだった」篇、「同じだった、けど色が違った」編、stera terminal「その時のきもち」編
- 清原翔（2020年 - ）
- ハナコ（秋山寛貴、菊田竜大）（2020年）
- 石橋静河（2021年 - ）- 「みんな同じだった」篇
- オズワルド（2021年）- 「みんな同じだった」篇
- 江口のりこ（2021年 - ）- 「みんな同じだった」篇、「同じだった、けど色が違った」編
- 髙橋ひかる（2021年 - ）- Vポイント編
- 中条あやみ（2021年 - ）- 「同じだった、けど色が違った」編、家族ポイント篇
- 飯塚悟志（2021年 - ）- stera terminal「その時のきもち」編、家族ポイント篇
- 古川琴音（2021年 - ）- stera terminal「その時のきもち」編、家族ポイント篇
- 鈴木京香（2022年 - ）- 家族ポイント篇
- 細田佳央太（2022年 - ）- 家族ポイント篇

### 過去
- 中山エミリ（1996年 - 2015年）- マイ・ペイすリボ編
- 満島ひかり（2010年）- プライムゴールドカード編
- 比嘉愛未（2010年）- ゴールドカード編
- 吉瀬美智子（2010年）- プラチナカード編
- 泉里香（2010年）- ゴールドローン編
- 川口春奈（2012年）- 三井住友プレミアムギフトカード
- 吹石一恵 (2015年）
- 斎藤工 (2015年）
- 豊川悦司 (2016年）- プラチナカード編

## 加盟する信用情報機関
- 株式会社シー・アイ・シー(CIC)
- 株式会社日本信用情報機構(JICC、旧CCB) 
  - （旧テラネット）－SMCCローンカードのみ

- 全国銀行個人信用情報センターは2009年に脱退した。

## 関連会社
- SMCCデータサービス
- 泉櫻信息諮詢（上海）有限公司